# Kasama (Zambia)
Kasama – miasto w Zambii; stolica Prowincji Północnej; 111 tys. mieszkańców (2010). Przemysł spożywczy, włókienniczy.